# Jan Raabe
Jan Raabe (* 1965) ist ein deutscher Diplom-Sozialpädagoge und Autor. Er gilt als „Rechtsextremismus-“ und „Rechtsrock-Experte“ und ist Mitherausgeber und -verfasser des Standardwerks RechtsRock.

## Leben

Bei einer öffentlichen Informations-Veranstaltung mit Jan Raabe zum Thema „Rechtsrock“ (hier in Bremen, 2012)

Jan Raabe studierte Sozialpädagogik und schloss mit dem Diplom ab. Er ist in der Jugendarbeit tätig und analysiert zudem seit Mitte der 1990er-Jahre die Entwicklung des Neonazismus; sein Arbeitsschwerpunkt liegt im Bereich der rechten Jugendkulturen und der rechtsextremen Musik. Raabe engagiert sich unter anderem als Referent für den Bielefelder Verein Argumente & Kultur gegen Rechts e. V. bei zahlreichen Vorträgen und Informationsveranstaltungen, wie etwa an Schulen. Zusammen mit dem Sozialwissenschaftler Christian Dornbusch gab er 2002 den Sammelband RechtsRock. Bestandsaufnahme und Gegenstrategie heraus, der auch mehrere, von ihm gemeinsam mit Dornbusch verfasste Beiträge enthält. Die Publikation entwickelte sich zum Standardwerk über den „Rechtsrock“.
Seitdem veröffentlichte Raabe eine Vielzahl von Buch- und Zeitschriften zu diesem Themenbereich sowie zu verwandten Themen. So ist er unter anderem Co-Autor der Bücher Braune Kameradschaften (2004), RechtsRock – Made in Sachsen-Anhalt (2007) und 88 Fragen und Antworten zur NPD (2008).

## Publikationen (Auswahl)
Autorenschaft
- Rechtsrock fürs Vaterland. In: Andrea Röpke, Andreas Speit (Hrsg.): Braune Kameradschaften. Die militanten Neonazis im Schatten der NPD. 2., aktualisierte Auflage. Ch. Links Verlag, Berlin 2005, ISBN 3-86153-365-0, S. 67–86 (mit: Christian Dornbusch).
- RechtsRock – made in Thüringen. Landeszentrale für politische Bildung Thüringen, Erfurt 2006, ISBN 3-937967-08-7 (mit: Christian Dornbusch).
- RechtsRock – made in Sachsen-Anhalt. Landeszentrale für politische Bildung Sachsen-Anhalt, Magdeburg 2007 (mit: David Begrich, Christian Dornbusch).
- Protestnoten für Deutschland. In: Andrea Röpke, Andreas Speit (Hrsg.): Neonazis in Nadelstreifen. Die NPD auf dem Weg in die Mitte der Gesellschaft. Ch. Links Verlag, Berlin 2008, ISBN 978-3-86153-467-9, S. 169–192 (mit: Christian Dornbusch).
- Was verbirgt sich hinter der „Schulhof-CD“? (S. 88–90); Wer ist das Dreigestirn aus der Kameradschaftsszene in der NPD? (S. 193–198); Was hat die NPD mit RechtsRockern zu tun? (S. 253–255; mit: Christian Dornbusch, M. Weiss). In: Fabian Virchow, Christian Dornbusch (Hrsg.): 88 Fragen und Antworten zur NPD. Weltanschauung, Strategie und Auftreten einer Rechtspartei – und was Demokraten dagegen tun können. Wochenschau-Verlag, Schwalbach 2008, ISBN 978-3-89974-365-4.
- RechtsRock – made in Thüringen. 2., überarbeitete und erweiterte Auflage. Landeszentrale für politische Bildung Thüringen, Erfurt 2010, ISBN 978-3-937967-57-8 (mit: Christian Dornbusch).

Herausgeber- und Autorenschaft
- RechtsRock. Bestandsaufnahme und Gegenstrategien. Unrast Verlag, Münster 2002, ISBN 3-89771-808-1 (Herausgabe zusammen mit: Christian Dornbusch; Rezension auf Socialnet.de).